# Fekete Imre (tanár)
Fekete Imre (18. század – 19. század) gimnáziumi igazgató, költő.

## Élete
1776-tól 1786-ig az ungvári gimnázium tanára és 1786-tól 1820-ig ugyanannak igazgatója volt.

## Munkái
1. Elegia in praematurum Gabrielis Dayka obitum, cum justa funebria eidem anno 1796. 21. Oct. Unghvarini persolverentur. Hely n.
2. Oratio funebris, occasione solemnium exequiarum dni Andreae Bacsinszky, gr. ritus cath. episcopi Munkácsiensis… Unghvarini die 29. Jan. 1810. celebratarum nomine regii Unghvarini dicata, et in aedibus ejusdem gymnasii dicta. Cassoviae.
3. Oratio funebris, qua dnum 1. b. a Sahlhausen, die 12. Nov. anni 1811. prosecutus est. Cassoviae.

Dayka Gábor halálára irt egy hosszabb latin verset, mely a bécsi Magyar Kurirban (1796. 98. sz.) jelent meg névtelenűl.